# E. P. Dutton
Pour les articles homonymes, voir Dutton.

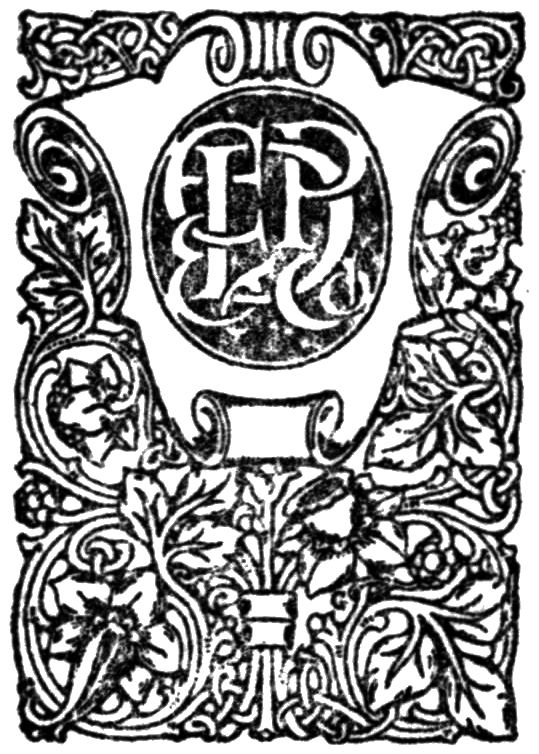
La marque d'imprimeur d'E. P. Dutton.

E.P. Dutton est une maison d'édition américaine créée en 1852 par Edward Payson Dutton, un détaillant de livres de Boston, au Massachusetts. 

## Histoire
En 1864, Dutton s'établit à New York, où il commence à publier des livres religieux. En 1906, Dutton passe un accord avec la société d'édition anglaise J.M. Dent pour devenir le distributeur américain de la série de réimpressions de classiques de la littérature Everyman's Library, après 1906, en accord avec l'éditeur londonien J. M. Dent. 
En 1975, Dutton est acquis par l'éditeur néerlandais Elsevier. Dutton perd de l'argent à la suite de cet achat et la société est vendue à Dyson-Kissner-Moran en 1981. L'éditeur de livre de poche New American Library acquiert Dutton en 1985. 
En 1986, le groupe Penguin acquiert New America Library et la divise en deux, Dutton et Dutton Children's Books. Dutton publie environ quarante livres pour adultes par an, moitié fiction et moitié non-fiction. Après l'acquisition par Penguin, les livres dont Penguin a acquis les droits dans le cadre de l'acquisition de Dutton sont publiés au format de poche sous l'appellation Puffin Unicorn (Puffin était la collection de poche de longue date du groupe Penguin). Penguin fusionne avec Random House pour former Penguin Random House en 2015. 
En 2017, la publication sœur Blue Rider Press ferme et ses livres sont transférés à Dutton.

## Auteurs notables
- Cleveland Amory
- Jorge Luis Borges
- Marchette Chute
- Lawrence Durrell
- Adam Gidwitz
- Milton Glaser
- John Green
- John Irving
- Peter Matthiessen
- Gavin Maxwell
- Joyce Carol Oates
- Luigi Pirandello
- Ayn Rand
- Françoise Sagan
- Vida Dutton Scudder
- Gail Sheehy
- Mickey Spillane
- Gore Vidal